# Robert Newmyer
Robert Frederick Newmyer (ur. 30 maja 1956 w Waszyngtonie, zm. 12 grudnia 2005 w Toronto), amerykański producent filmowy.
Studiował ekonomię na Harvard University, dyplom magisterski uzyskał w 1982. Pracował w wytwórni Columbia Pictures, dochodząc do stanowiska zastępcy dyrektora ds. produkcji. W 1987 wraz z Jeffreyem Silverem stworzył własną firmę, Outlaw Productions. Jako niezależny producent odniósł sukces takimi filmami, jak Sex, Lies, and Videotape (1989, reż. Steven Soderbergh), Don't Tell Mom the Babysitter Dead (1991), Don Juan DeMarco (1995), The Santa Clause 2 (2002). Produkował również film dokumentalny The Lost Boys of Sudan (2005), poświęcony dramatycznej sytuacji młodych uchodźców w czasie sudańskiej wojny domowej. Newmyer był osobiście zaangażowany w pomoc uchodźcom, ofiarowując wielu czasowe schronienie w swoim domu.
W trakcie prac nad trzecią częścią serii The Santa Clause, a także nad filmem Breach, zmarł nagle na atak serca w Toronto. Przez wiele lat chorował na astmę. Był żonaty, miał czworo dzieci (córki Sofi i Bili oraz synów Teddy'ego i Jamesa).